# (3827) Zdeněkhorský
(3827) Zdeněkhorský – planetoida z grupy pasa głównego asteroid okrążająca Słońce w ciągu 4 lat i 196 dni w średniej odległości 2,74 j.a. Została odkryta 3 listopada 1986 roku w Obserwatorium Kleť w pobliżu Czeskich Budziejowic przez Antonína Mrkosa. Nazwa planetoidy pochodzi od Zdenka Horský’ego (1929–1988), czeskiego historyka astronomii średniowiecznej i renesansowej. Została zasugerowana wspólnie przez Janę Tichą, Miloša Tichego i Zdenka Moraveca. Przed jej nadaniem planetoida nosiła oznaczenie tymczasowe (3827) 1986 VU.